# David Morrell
David Morrell (Kitchener, 1943. április 24. –) kanadai-amerikai író, első regénye az 1972-es First Blood, amelyből 1982-ben az azonos című film készült. Így született meg a sikeres Rambo franchise Sylvester Stallone főszereplésével.
28 regényt írt, munkáit 30 nyelvre fordították le.

## Művei

### Könyvei
- Rambo (1972)
- Testament (1975)
- Last Reveille (1977)
- The Totem (1979)
- Blood Oath (1982)
- The Hundred-Year Christmas (1983)
- The Brotherhood of the Rose (1984)
- The Fraternity of the Stone (1985)
- Rambo (First Blood Part II) (1985)
- The League of Night and Fog (1987)
- Rambo III (1988); deutsch: Rambo III (1988)
- The Fifth Profession (1990)
- The Covenant of the Flame (1991)
- Assumed Identity (1993)
- Desperate Measures (1994)
- The Totem (Complete and Unaltered) (1994)
- Extreme Denial (1996)
- Double Image (1998)
- Black Evening (1999)
- Burnt Sienna (2000)
- Long Lost (2002);
- The Protector (2003)
- Nightscape (2004)
- Creepers (2005)
- Scavenger (2007)
- The Spy Who Came for Christmas (2008)
- The Shimmer (2009)
- Murder as a Fine Art (2013)
- Inspector of the Dead (2015)
- Ruler of the Night (2016)

### Magyar nyelven megjelent könyvei
- Rambo (1989)
- Rambo Vietnamban (1990)
- Rambo III. (1991)
- Testőr (1992)
- A láng szövetsége (1992)
- A rózsa szövetsége (1992)
- Éjszaka és köd (1993)
- A gyűrű lovagjai (1993)
- Túlélő (1994)
- Álarcban 1-2. (1995)
- A totem (1995)
- Elszántan (1996)
- Settenkedők (1996)
- Tagadás (1996)
- Kettős látás (1999)
- A modell (2000)
- Elveszettek (2001)

## Fordítás
- Ez a szócikk részben vagy egészben  a   David Morrell című angol Wikipédia-szócikk fordításán alapul.  Az eredeti cikk szerkesztőit annak laptörténete sorolja fel. Ez a jelzés csupán a megfogalmazás eredetét és a szerzői jogokat jelzi, nem szolgál a cikkben szereplő információk forrásmegjelöléseként.